# Lesbates acromii
Lesbates acromii là một loài bọ cánh cứng trong họ Cerambycidae.